# Боевые пловцы

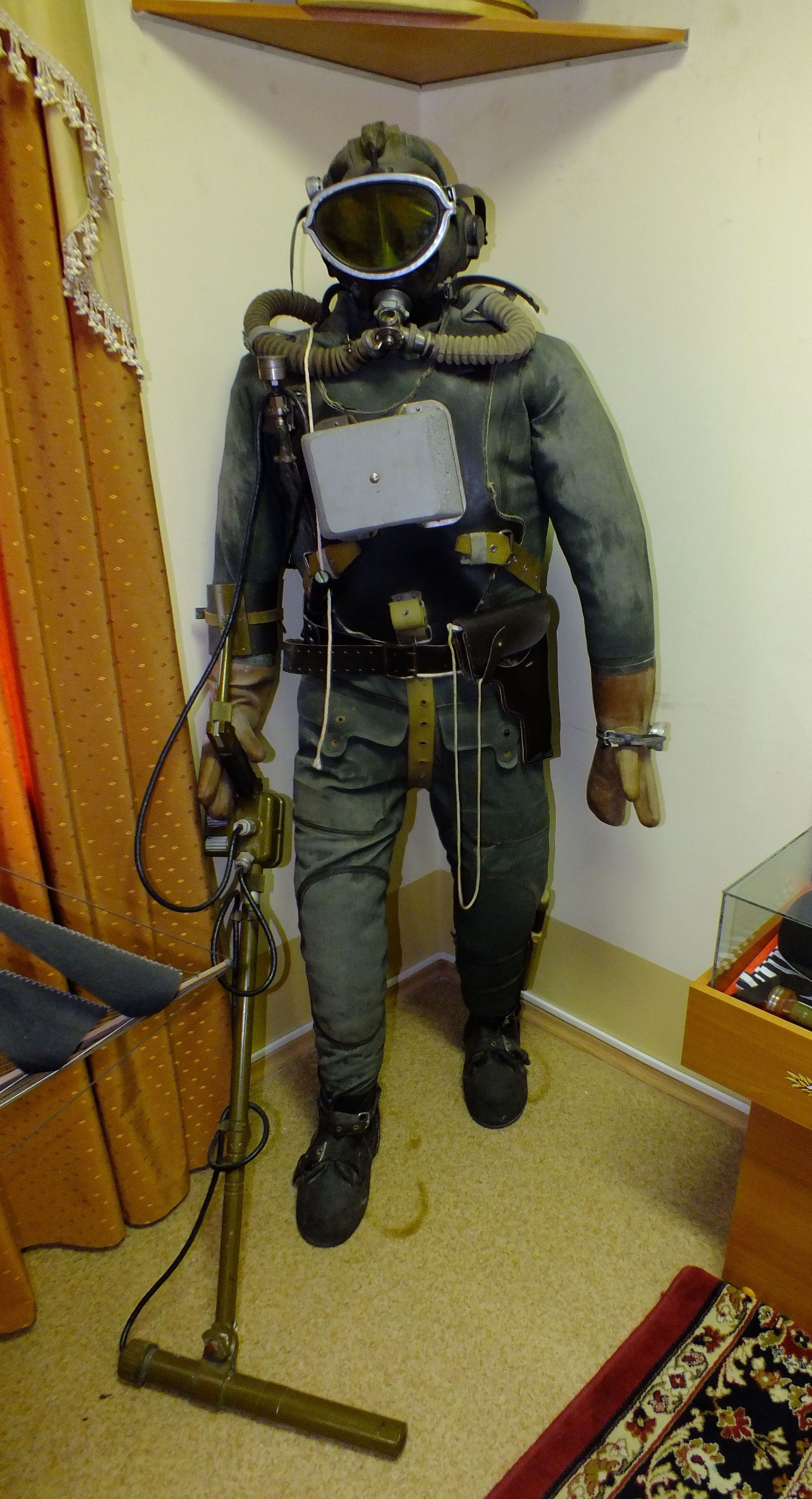
Оружие и снаряжение водолаза-сапёра: миноискатель, подводный пистолет СПП-1 и подводный нож

Боевы́е пловцы́ (сокр. БоПл) — военные водолазы, привлекаемые для выполнения боевых задач по защите собственных кораблей и береговых сооружений от диверсионных действий противника, предотвращения проникновения его в обороняемую гавань, в комплексе мер по охране водного района.

## История
О ратных подвигах пловцов пишут ещё античные авторы. Так, Геродот, описывая гибель 200 кораблей персидского царя Ксеркса I у острова Эвбея в 480 г. до н. э. (см. Греко-персидские войны), упоминает Скиллиса. Скиллис был греком-ныряльщиком из города Скионы и оказался в персидском флоте. Бежав с корабля и проплыв 80 стадий (14,8 км), он попал к своим соотечественникам. Чуть позже он определил по местным приметам приближение бури; греки заблаговременно отвели свои корабли в укрытие. Персы продолжили манёвры. Ночью они бросили якоря, а Скиллис со своей дочерью Кианой подплыли к врагу и перепилили якорные канаты. Разразившаяся буря унесла корабли персов в открытое море; почти все они погибли. Скиллису и Киане в Дельфах был установлен памятник.
Фукидид сообщает, что в 525 г. до н. э. в период Пелопоннесской войны при осаде Пизы афинянами лакедемонские ныряльщики доставляли продовольствие осаждённым. Они ныряли и «плыли под водой, таща за собой на верёвке козьи бурдюки с маком, смешанным с мёдом и семечками льна». При обороне Сиракуз на Сицилии в 413 г. до н. э. осаждённые соорудили подводные заграждения против афинских кораблей, вбив в дно гавани сваи, скрытые водой. Но эти сваи «распилили водолазы за вознаграждение».
Арриан, описывая осаду финикийского города Тира Александром Македонским в 332 г. до н. э., отмечает, что Александр перегородил вход в гавань кораблями, стоящими на якорях. Тирские пловцы перерезали якорные канаты; тогда македоняне применили железные цепи. Против этого осаждённые оказались бессильны.
Римский историк Кассий Дион рассказывает о действиях пловцов во время войны Второго триумвирата. Когда Марк Антоний осаждал Мутину, командир гарнизона Децим Юний Брут Альбин поддерживал связь с Октавианом с помощью пловцов. Они по реке доставляли сообщения, выбитые на свинцовых пластинках, привязанных к руке. Правда, осаждавшие вскоре это заметили и перегородили реку прочной сетью.
Сципион Африканский при осаде Нуманции велел своим пловцам установить на дне реки столбы с крючьями, гвоздями и острыми пластинами. Столбы были на шарнирах и вращались под воздействием течения.
В книге по военному делу «Стратегемы» римский автор Секст Юлий Фронтин пишет, что Луций Лукулл направил в осаждённый Кизик гонца-пловца, который проплыл семь морских миль (11,2 км) на двух кожаных мешках. Мешки не только удержали солдата на воде, но и замаскировали — неприятель принял пловца за морское чудовище.
В римском военном флоте существовало специальное подразделение «urinatores» (с лат. — «ныряльщики, водолазы») — подводных рабочих, солдат и связных. Они были вооружены специальными пилами для канатов и крючьями для растаскивания брёвен. При осаде Сиракуз в 212 году до н. э. urinatores разрушили боновые заграждения порта; римляне смогли войти в гавань и высадить десант.
В 196 году н. э. император Луций Септимий Север осадил Византий. Во время шторма пловцы осаждённых перерезали якорные канаты нескольких кораблей римлян. Корабли утонули либо разбились о скалы.
В Средние века имело место несколько случаев применения боевых пловцов. 1 июня 1191 г. во время Третьего крестового похода отряд кораблей крестоносцев во главе с Ричардом Львиное Сердце у берегов Палестины встретил сарацинское судно «Дродмунда». Завязался бой; «Дродмунда», вооружённая греческим огнём, успешно отбивалась. Тогда пловцы крестоносцев незаметно подплыли к противнику, взобрались на борт и завязали рукопашный бой. В итоге «Дродмунда» затонула.
В 1203 году пловцы французского короля Филиппа II переплыли под водой реку и подожгли деревянный палисад замка Гайар. При этом пловцы умудрились каким-то образом транспортировать под водой горящий «фейерверк». Сохранилось имя одного из пловцов, некого Гобера (Gaubert) из Манты. В том же году эти же пловцы перерезали ночью якорные канаты кораблей, стоявших на рейде порта Лез-Андели.

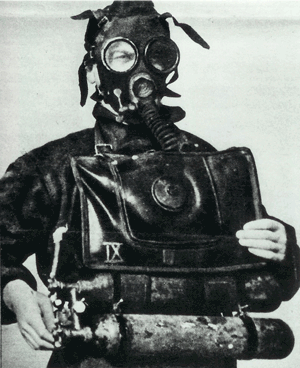
Боевой пловец группы «Гамма» в специальном подводном снаряжении

Считается, что первый отряд боевых пловцов был создан в фашистской Италии в 1940 году (группа «Гамма», так называемые «люди-лягушки» (итал. uomo rana)). Подразделение создавалось для проведения диверсий в море и на побережье. После успешно проведённых этим итальянским подразделением операций руководство нацистской Германии приняло решение создать собственный отряд боевых пловцов в составе так называемого K-Verbände. 
Первым советским водолазным спецподразделением следует считать Роту особого назначения (РОН) в составе 146 человек, созданную в Ленинграде приказом наркома ВМФ от 11 августа 1941 года при разведотделе Балтийского флота, укомплектованную командирами и водолазами, получившими специальную подготовку в Военно-морской медицинской академии и подразделениях ЭПРОНа. Командиром роты, базировавшейся на острове Голодай, был назначен лейтенант И. В. Прохватилов. Именно бойцы этого подразделения смогли предотвратить атаку против блокадного Ленинграда со стороны рек и каналов, выиграв «дуэль» против переброшенных на помощь гитлеровцам «людей-лягушек» из Италии. Ими была уничтожена база итало-фашистских катеров 10-й флотилии MAS в районе Стрельны.

## Современность

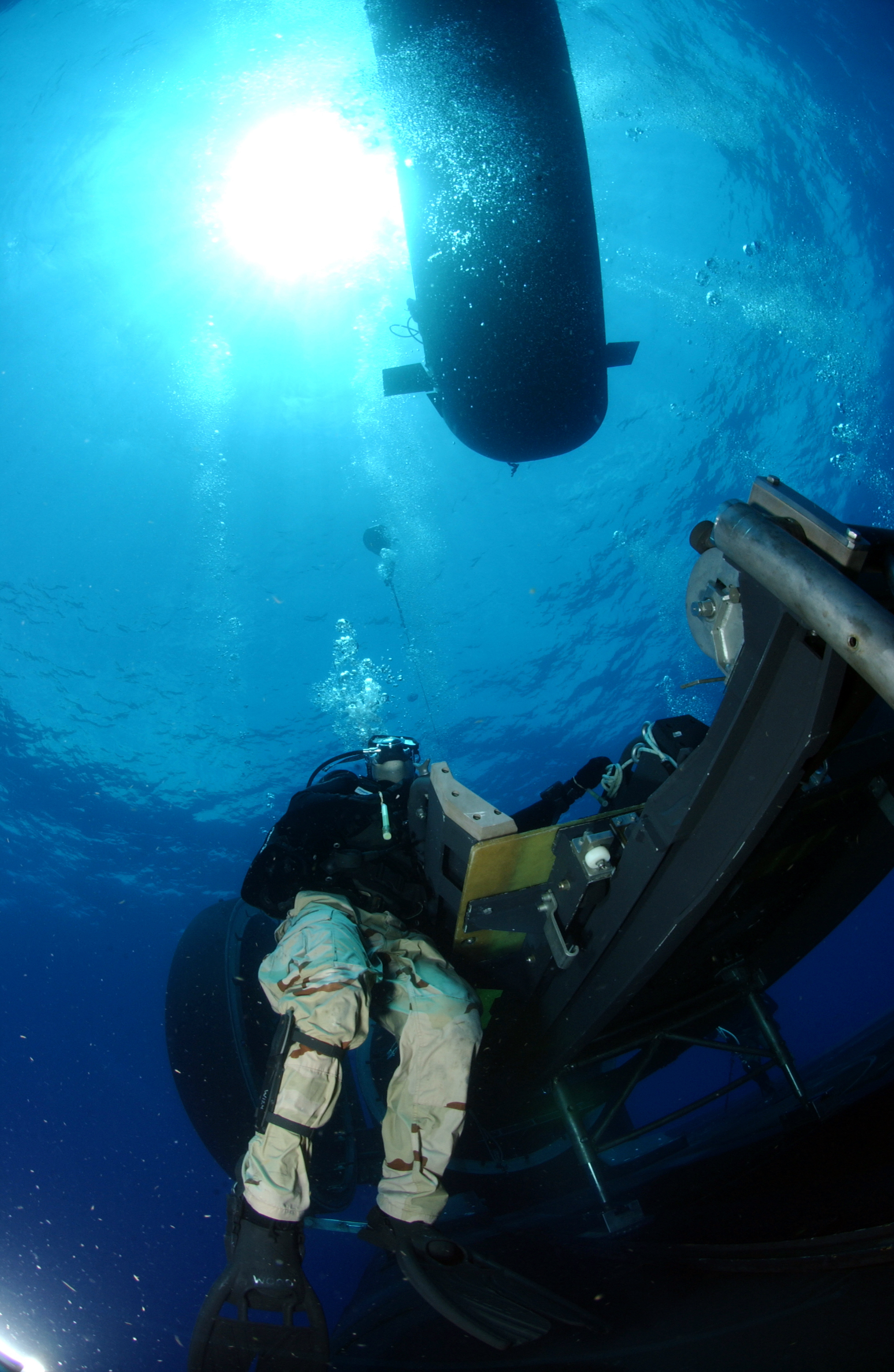
Боевой пловец SEAL под атомной подводной лодкой типа «Огайо» USS Florida

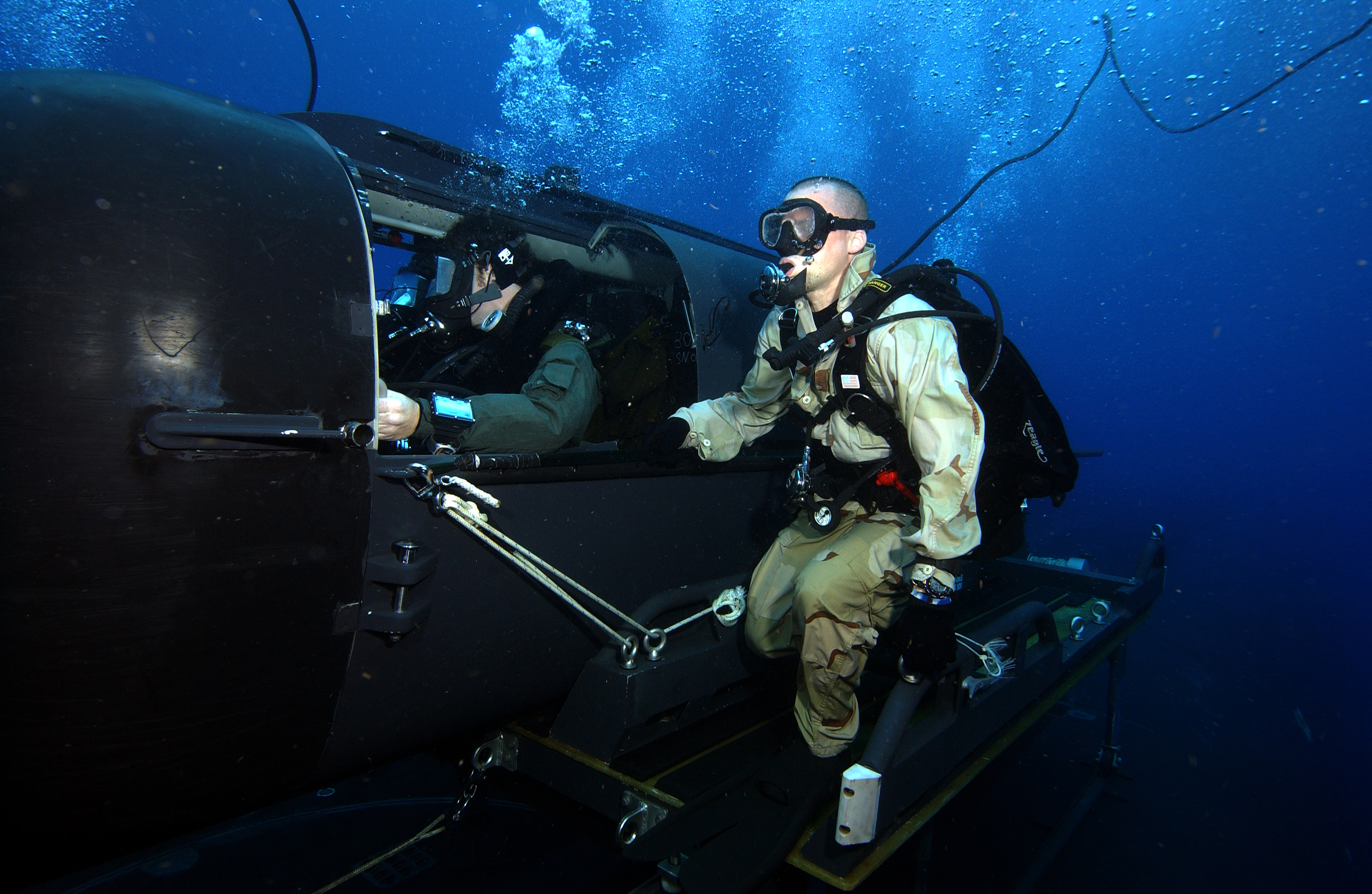
Подводное транспортное средство пловцов SEAL

Современные боевые пловцы с совершенными дыхательными аппаратами могут длительное время находиться под водой. Их точная ориентация обеспечивается новой навигационной аппаратурой, а для обнаружения подводных объектов на удалении 100 м и более они оснащаются портативными гидроакустическими станциями.
Для боевых пловцов разработано специальное подводное огнестрельное оружие. Его примерами являются АПС (подводный автомат), автомат двухсредный специальный, АСМ-ДТ, пистолет СПП-1М, Heckler & Koch P11.
Диверсионные мины типа СПМ и УПМ-15 снабжаются противоразрядными устройствами (ловушками-ликвидаторами) с использованием различных физических принципов, а также комбинированными взрывателями с задержкой взрыва на время от нескольких минут до суток. Для действий ночью диверсанты имеют очки, бинокли и приборы ночного видения. Радиосвязь внутри групп осуществляется с помощью индивидуальных УКВ-радиостанций, а для связи с командованием применяются КВ-приёмники.
Водолазы-разведчики способны достигать объектов диверсий самостоятельно вплавь с помощью ласт или с использованием как одноместных, так и многоместных буксировщиков «мокрого» (негерметичного) и «сухого» (герметичного) типа. Российские боевые пловцы используют одноместный буксировщик и двухместный — Сирена-УМЭ. После подхода к берегу буксировщики и грузовые контейнеры закрепляются на грунте и по возможности маскируются. Если в них имеется надобность и в дальнейшем, то на этих средствах могут устанавливаться гидроакустические маяки, автоматически включающиеся в заданное время или по сигналу-команде. После этого дальнейшее движение водолазов-разведчиков к берегу осуществляется вплавь, с помощью ласт.
Водолазы-разведчики могут высаживаться из подводных лодок через торпедные аппараты на малом ходу или при нахождении их на грунте. При высадке диверсантов на ходу предварительно на поверхность воды выпускается специальный буй, соединённый с подводной лодкой буксировочным и направляющим тросом. Держась за него, пловцы всплывают и буксируются за буем на коротких штертах до выхода всей группы или подъёма на поверхность надувной лодки. Выход боевых пловцов из лежащей на грунте лодки производится с глубины 20—30 м при благоприятном рельефе дна. Кроме того, вместе с боевыми пловцами через торпедный аппарат обеспечивается выход буксировщиков. На подводных лодках США для буксировщиков устанавливаются специальные док-камеры (Dry Deck Shelter). ВМФ СССР и ВМФ России с 1990 по 1999 годы использовали сверхмалые подводные лодки проекта 865 «Пиранья», предназначенные, в частности, для доставки водолазов-разведчиков.
Когда скрытность не играет первостепенной роли в выполнении задачи, то для доставки боевых пловцов используются надводные корабли (главным образом быстроходные катера). Они могут доставляться к побережью противника на десантных кораблях-доках и затем выпускаться через док-камеры к району боевых действий.
При необходимости быстрой доставки боевых пловцов на значительные расстояния от баз используют также самолёты и вертолёты. Сброс их в воду, с вертолёта осуществляется с высоты 5—6 м, а с помощью парашюта — с высоты 800—6000 м. При использовании планирующих парашютов возможна посадка на сушу и воду на удалении до 11—16 км от точки сброса, что позволяет самолёту-носителю не приближаться к побережью на опасное расстояние. При воздушной высадке одновременно могут выбрасываться подводные буксировщики, надувные лодки и грузовые контейнеры.

## Страны с отрядами боевых пловцов

### Австралия
- Clearance Diving Branch, ранее Clearance Diving Team (CDT) — австралийские пловцы.

### Австрия
В Австрии боевыми пловцами является часть командос группы Австрийской федеральной армии — Jagdkommando. Группа подготовлена для участия в многонациональных операциях, для оперативного обнаружения служб разведки и для военизированной охраны физических лиц за рубежом.

### Аргентина
- Buzos Tacticos — специальное подразделение ВМС Аргентины.

### Великобритания
- SBS (Special Boat Service) — Особая лодочная служба, специальное подразделение ВМС Великобритании.

### Германия
- Боевые пловцы бундесвера[нем.] (нем. Kampfschwimmer)

### Израиль
- Шайетет 13 — спецподразделение израильской армии.

### Италия
Во время войны на Чёрном и Средиземном морях действовали итальянские подводные диверсанты из 10-й флотилии MAS (10-й флотилии штурмовых средств), которой командовал «чёрный князь» Валерио Боргезе. По одной из версий, именно эта группа была ответственна за диверсию на линкоре «Новороссийск» 28 октября 1955.
- COMSUBIN — боевые пловцы Италии — отряд «Тезео Тезей».

### Казахстан
- Арыстан — спецподразделение, в составе каспийской группы есть подразделение боевых пловцов. Дислоцируются в городе Актау[2].
- «Разведывательно-водолазный взвод боевых пловцов», находится в оперативном подчинении Регионального командования «Батыс». Дислоцируются в городе Актау.

### Китай
- Разведывательная рота дивизии морской пехоты флота. Рота дислоцируется в г. Чжаньцзян провинции Гуандун и стоит отдельно от остальных подразделений дивизии морской пехоты, приблизительно в пяти километрах. Численность роты около 100 человек. Организационно она состоит из штаба и двух взводов по 30 человек в каждом. В состав роты также включено подразделение боевых пловцов численностью до 40 человек.

### Норвегия
- Marinejegerkommandoen (MJK) — the Mine Diver Command отряд «Сёр Норге» — норвежские боевые пловцы. Дислоцируются в ВМБ Хокконсверн и Рамсунд.

### Польша
Три польских военных подразделения (Специальные войска Польши) тренируют и применяют боевых пловцов в военных специальных операциях. Наиболее известно подразделение Воинская часть ГРОМ (Боевая Группа Б) проводящее операции на воде, 1-й Специальный полк командос (подразделение боевых пловцов) и Морская часть специальных действий «Формоза».
Специальные войска Польши использует Aqua Lung Amphora (США) полузамкнутого и замкнутого цикла, R.C.H. OXY-NG2 (Франция) замкнутого цикла.

### Россия

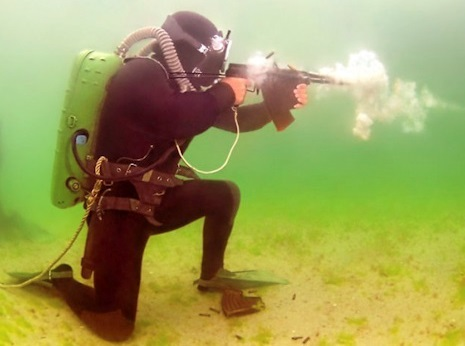
Боевой пловец противоподводно-диверсионного отряда (ППДО) Каспийской флотилии ВМФ России

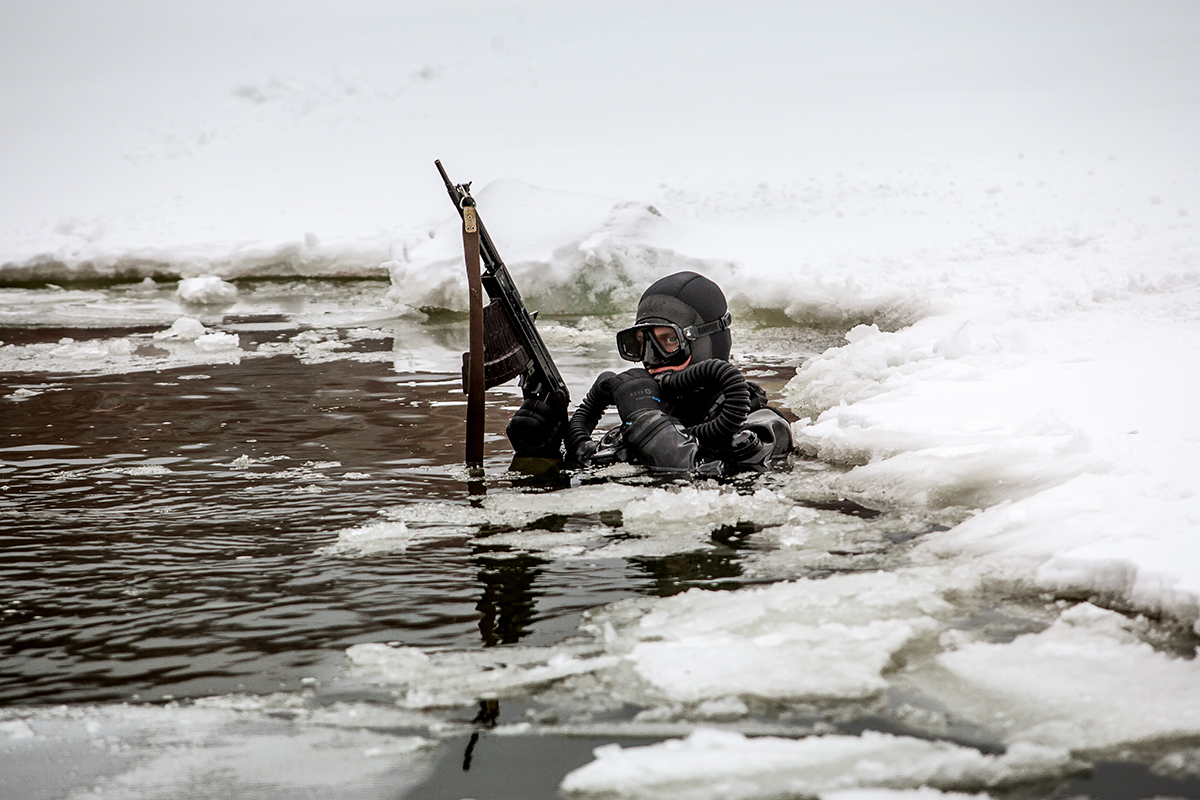

Организацию отрядов ПДСС современная Российская Армия унаследовала от СССР. В настоящее время известны:
- 42-й отдельный морской разведывательный пункт специального назначения (неофиц. «отряд Холуай»)[3] (остров Русский, бухта Джигит, вблизи г. Владивосток, Тихоокеанский флот)
- 420-й морской разведывательный пункт (п. Зверосовхоз, вблизи г. Колы Мурманска, Северный флот);
- 388-й (бывший 431-й) морской разведывательный пункт (г. Севастополь, Черноморский флот)[4][5];
- 561-й морской разведывательный пункт (п. Парусное, вблизи г. Балтийск, Калининградская область, Балтийский флот).

Отряды борьбы с подводными диверсионными силами и средствами, отряды специального назначения:
- 140-й ОБ ПДСС, Северный флот;
- 152-й ОБ ПДСС (Полярный, Северный флот);
- 153-й ОБ ПДСС (Гремиха, Северный флот);
- 160-й ОБ ПДСС (Западная Лица, Северный флот);
- 269-й ОБ ПДСС (Гаджиево, Северный флот);
- 313 ООБ ПДСС (пос. Спутник, Северный флот);
- 311-й ООБ ПДСС (Петропавловск-Камчатский, Тихоокеанский флот);
- 38-й ООБ ПДСС (Лиепая, Балтийский флот);
- 313-й ОСН ВМФ (Балтийск, Балтийский флот);
- 473-й ОСН ВМФ (Кронштадт, Балтийский флот);
- 102-й ООБ ПДСС (Севастополь, Черноморский флот)[6];
- 159-й ОСпН БПДСС (Фокино, Тихоокеанский флот);
- 1-й морской отряд ВВ МВД СССР/России (г. Хабаровск);
- 2-й морской отряд ВВ МВД СССР/России (г. Мурманск);
- 31-й морской учебный отряд ВВ МВД России (г. Северобайкальск);
- 32-й морской отряд ВВ МВД России (г. Озёрск[7][8][9][10]);
- 136-й ОСпН БПДСС (г. Новороссийск, Черноморский флот).

### США
- COE — подразделения боевых пловцов инженерных войск Армии США
- FORECON — подразделения (роты усиленного состава по 167 чел) сил специальных операций КМП США
- DEVGRU — подразделения сил специальных операций флота в непосредственном подчинении Объединённого командования специальных операций Министерства обороны США
- SEAL — подразделения (отряды по 120 чел + штаб) сил специальных операций ВМС США
- SDVT — подразделения водолазов-разведчиков ВМС США (с 1983)
- UDT — подразделения (отряды по 80 чел + штаб) водолазов-разведчиков ВМС США (до 1983)

основное и принципиальное отличие SEAL и FORECON от UDT, SDVT и COE заключается в том, что для первых передвижение под водой в прибрежной зоне есть лишь один из способов вывода (не основной, основным является переброска по воздуху с выводом парашютным, посадочным или штурмовым способом) в район проведения операции для выполнения поставленной боевой задачи, как правило на суше, для вторых прибрежная зона и есть район проведения операции, практика боевого применения не предусматривает воздушные пути доставки к месту проведения операции. SEAL и FORECON подготовлены для действий на суше (включая глубокий тыл противника), в то время как UDT были предназначены для действий в прибрежной зоне и в ближнем тылу противника. DEVGRU являются антитеррористическими подразделениями, подводный способ доставки к месту проведения операции допускается, но практически не отрабатывается кроме как на стадии отбора кандидатов и для подготовки к антитеррористическим мероприятиям на море.

### Турция
- Su Altı Taaruz — подразделение с высоким уровнем подготовки водолазов.

### Украина
- Отдельный отряд специального назначения ГУР Генерального штаба ВС Украины;
- 801-й отдельный отряд борьбы с подводными диверсионными силами и средствами ВМС Украины. Бывшее место дислокации — Севастополь, текущее — Николаев;
- 73-й центр морских спецопераций ВМС Украины, с 2004 года дислоцируется в г. Очаков Николаевской области. До этого 17-я отдельная Бригада Специального назначения находилась на острове Первомайский (в/ч А 1594). В его составе 4 отряда:
  - 1-й отряд подводного минирования ВМС Украины;
  - 2-й отряд подводного разминирования ВМС Украины;
  - 3-й отряд разведки и противодиверсионной борьбы ВМС Украины;
  - 4-й отряд спецсвязи ВМС Украины;
- 1-й отдельный батальон морской пехоты ВМС Украины. Бывшее место дислокации — Феодосия. Текущее — Николаев;
- 501-й отдельный батальон морской пехоты ВМС Украины. Бывшее место дислокации — Керчь. Текущее — Николаев;
- Омега — подразделение особого назначения Отдельной бригады специального назначения «Барс» внутренних войск МВД Украины. Место дислокации — Киев;
- Скат — отряд боевых пловцов батальона специального назначения Крымского территориального командования внутренних войск МВД Украины. Бывшее место дислокации — Балаклава.

### Финляндия
ВМС Финляндии проводят обучение военных пловцов с 1954 года. Призывники и служащие по контракту, имеют право подать заявку на обучение. Ежегодно около 20 призывников готовятся для выполнения обязанностей ныряльщика. Заявление на обучение боевых пловцов носит добровольный характер, и имеет строгие критерии отбора. Призванных водолазов обучают либо для борьбы с минами или для диверсионных операций, в то время как служащие по контракту также могут быть подготовлены для несения глубоководной водолазной службы.